# Casaletto di Sopra
Casaletto di Sopra – miejscowość i gmina we Włoszech, w regionie Lombardia, w prowincji Cremona.
Według danych na rok 2004 gminę zamieszkiwało 586 osób, 73,2 os./km².